# 烏伊塔什機場反猶太騷亂
2023年10月29日晚，俄羅斯南部達吉斯坦共和國馬哈奇卡拉市烏伊塔什機場爆發了一系列源於伊斯蘭教反猶太主義的騷亂。在騷亂發生前一天，俄羅斯北高加索地區多地爆發了反猶襲擊，發生地點包括卡巴爾達-巴爾卡爾共和國的納爾奇克、達吉斯坦共和國的哈薩維尤爾特和卡拉恰伊-切爾克斯共和國的切爾克斯克。這一系列事件的導火線是由於社交媒體流傳巴勒斯坦哈馬斯武裝份子發動阿克薩洪水行動後猶太人難民疏散到達吉斯坦的謠言。
10月29日晚，當地居民在機場集結，抗議來自以色列特拉維夫的紅翼航空WZ 4728航班中抵達馬哈奇卡拉烏伊塔什機場之猶太人。抗議者成功佔領了機場，走上飛行跑道並包圍了一輛滿載乘客的巴士。機上總計有大約50人，主要是帶著孩子的婦女。其中一個孩子病情嚴重，正在使用呼吸機。
在抗議者、其他航班乘客和警方的衝突中，有超過20人受傷。WZ 4728航班的乘客並未受傷。騷亂中為機場造成的損害估計約為2.85億盧布。由於騷亂事件，俄羅斯聯邦偵查委員會根據《俄羅斯刑法典》第212條第2款立案調查此事，截至11月17日已有27人被逮捕。此外，還有400人被追究行政責任。
俄羅斯當局指責西方國家在馬哈奇卡拉的騷亂中操縱並組織該騷亂。與此同時，美國、以色列和歐洲國家譴責這此在俄羅斯爆發的反猶太暴力事件

## 背景

### 達吉斯坦的親巴勒斯坦情緒
伊斯蘭教在俄羅斯是第二大宗教，截至2020年，約有1500萬至2000萬人信仰伊斯蘭教。在北高加索地區，伊斯蘭教在印古什共和國、車臣共和國和達吉斯坦共和國佔主導地位，超過90%的居民自認為是穆斯林。在2023年10月7日哈馬斯武裝分子入侵以色列，以色列開始對加沙地帶進行反擊性軍事行動後，俄羅斯大多數穆斯林紛紛聲援巴勒斯坦。俄羅斯政府並未正式譴責哈馬斯的行動，反而將衝突升級的責任歸咎於美國和西方集團。此外，10月26日，哈馬斯代表團甚至訪問了莫斯科，進行了官方訪問。
在達吉斯坦，巴勒斯坦的軍事政治組織哈馬斯和巴勒斯坦伊斯蘭聖戰運動受到廣泛的民眾支持。從10月7日開始，達吉斯坦的清真寺每天都為巴勒斯坦舉行大規模集體祈禱，而俄羅斯的穆斯林組織為加沙地帶籌集財政和人道主義援助，總額約5000萬盧布。在車臣，也在積極推動反以色列運動，其領導人拉姆贊·卡德羅夫指責「猶太復國主義者」實施對巴勒斯坦人的種族滅絕，並表示在對待巴勒斯坦的殘酷程度上，「以色列法西斯主義」在今天絲毫不遜色，甚至超越了阿道夫·希特勒的法西斯主義。與此同時，達吉斯坦的伊斯蘭主義Telegram頻道從10月26日開始發佈該地區猶太社區的名單，並將其稱為「北高加索地區『以色列』恐怖組織的中心」。專家認為，這些綜合因素下導致北高加索諸共和國出現高漲的反以色列情緒。

### 其他城市的騷亂
10月27日，以色列在清理加沙走廊的武裝分子和對哈馬斯基礎設施進行多日轟炸後，啟動大規模的地面行動。接下來的兩天，北高加索諸共和國舉辦多場支持巴勒斯坦的公開活動。 例如在10月28日，卡拉恰伊-切爾克斯共和國政府大樓前舉行了一場集會，參與者呼籲不要允許來自以色列的難民進入該地區，並為巴勒斯坦籌集援助。集會導火線是該共和國傳播的謠言，聲稱該地區將設立接收來自以色列難民的站點。集會的組織者聲稱有多達500人參與了該活動。根據活動結果，警方對34名參與者起草行政違法行為報告。
10月28日至29日的夜晚，哈薩維尤爾特居民在「火烈鳥」酒店入口處聚集，因為他們認為那裡安置了來自以色列的「難民」。抗議者要求酒店客人走到窗前，以確保酒店沒有猶太人。在酒店拒絕執行此要求後，抗議者開始向窗戶投擲石頭。隨後，酒店管理發佈通告稱酒店「沒有猶太人」，並且「嚴禁」猶太人進入。
同日，納爾奇克發生了對一處正在建設中的猶太中心的縱火事件。 隨後在牆上出現了標語「死雅胡德人」（這個侮辱性稱呼源自阿拉伯語）。官方並未正式公佈此縱火案的調查。

## 騷亂時序
在當地爆發大規模騷亂的前幾天，當地的Telegram頻道，特別是《達吉斯坦之晨》頻道，開始呼籲「盛大招待」來自以色列的難民，據說消息是由於紅翼航空航班WZ 4728定期從特拉維夫飛往馬哈奇卡拉而引起的。10月28日，有消息指所有從以色列飛往馬哈奇卡拉的機票都已被搶購一空。同一天早上8點，在擁有一萬名訂閱者的VKontakte公共主頁上，出現了一個號召拍攝猶太人並在社交媒體上分享這些照片的呼籲。這些呼籲伴隨著評論：「從被猶太人佔領的土地飛來的猶太難民正在湧入高加索」和「也許整個情況都是經過精心策劃的，目的是將猶太人遷移到其他地方」。
截至10月29日早晨，這些呼籲已被多個達吉斯坦的頻道廣泛分享。這場行動聲稱的目標是阻止飛機降落在烏伊塔什機場。為此，《達吉斯坦之晨》頻道發佈詳盡的指南，教導如何使機場停擺。
截至10月29日晚上約18:00，當地居民已經開始聚集在烏伊塔什機場。抗議者的主要目標是阻止來自以色列的「難民」，他們預計後者將通過紅翼航空的定期航班從特拉維夫飛抵。許多抗議者手持巴勒斯坦旗幟和標語，上面寫著「在達吉斯坦，殺害兒童的人無處容身」和「我們反對猶太難民」，高呼反猶太主義口號。據俄羅斯商業通訊社（РБК）引述達吉斯坦內務部的消息來源報導，約有1200人參與騷亂。
紅翼航空WZ 4728航班在19:17成功降落。機內共有約50名乘客，其中包括4名以色列公民。另有其他資料指出，機上實際有15名以色列人，而他們中的大多數計劃在馬哈奇卡拉轉機前往莫斯科。這次航班的乘客主要是婦女和兒童，其中還包括一名依賴呼吸機維生的兒童。
（他們）把我團團圍住，問我從哪裡飛來。我說我從莫斯科飛來。他們不相信我的話，要求出示護照。我展示了護照，上面寫著我在斯摩稜斯克市出生，也是我成長的地方。我的行李箱上有一個標籤，顯示「謝列梅捷沃機場」。但不知何故，（他們）仍然不相信我。也許是因為我看起來可疑，所以他們決定要弄清楚，我的護照是真的還是偽造的。（此外）他們問我是什麼民族。我回答說我是烏茲別克人。有個人決定要驗證我是否真的是烏茲別克人，開始用庫梅克語和我交談。這是同一語系，屬於突厥語系。我對此無法回應。我並沒有感到危險。我只是搞不懂他們到底想要我做什麼。緊張感是存在的，當然。人們明顯對我持批判態度，認為我偽造了文件。但我沒有經歷任何嚴重的攻擊行為。——紅翼航空WZ 4728航班乘客迪爾沙特·馬馬達利耶夫回憶起在烏伊塔什機場發生的事件。
到此時，抗議群眾已經成功封鎖了建築物的入口。同時，騷亂的參與者也攔截進入機場區域的車輛，要求司機和乘客出示護照。在被人群攔截的車輛中，包括一輛防暴警察的押送車。騷亂的參與者還檢查離開建築物的人的護照。而群眾錯誤地認為年輕的烏茲別克醫生迪爾沙特·馬馬達利耶夫是猶太人。他被20人包圍，他們拿走了他的護照並拒絕歸還。
很快，通往機場的道路被封鎖，警察也趕到了現場。機場工作陷入癱瘓，飛機改道弗拉季高加索機場。在Telegram頻道《小心，新聞！》發佈的一段影片中，可以聽到一名警察對著擴音器說，他「理解聚集者的狀態」，但要求他們冷靜下來。
飛機抵達後，抗議者開始闖入建築物。據目擊者證詞，他們在各個大廳之間「尋找猶太人」。與此同時，他們還破壞了機場內的當地商店和咖啡廳。工作人員躲藏在辦公區域避開群眾。部分抗議者進入了出發大廳，然後走到了跑道上。另一部分闖入了飛機場區，拆除了圍欄。騷亂的參與者試圖進入從特拉維夫抵達的飛機。有些人爬上飛機的機翼，敲打著窗戶，而其他人則凝視著飛機引擎。
與此同時，降落跑道上停放著一架「杜拜—馬哈奇卡拉」航班的飛機。乘客未能及時離開，在飛行員呼籲他們留在座位上後，他們在飛機內度過了約5個小時。
「特拉維夫—馬哈奇卡拉」航班的乘客一開始通過連接的走廊進入機場二樓的護照檢查區。然而，底層緊接發生騷亂，機場保全決定將乘客送上巴士，巴士將立即將他們送往另一架飛往莫斯科的飛機。湧入跑道的人群開始追趕巴士，向其投擲石塊。據目擊者稱，其中一扇窗戶被打破。騷亂份子中的一名參與者成功抓住巴士，並從未上鎖的後門爬進了車廂。這名男子要求停下巴士和「所有猶太人」下車。
巴士內傳來孩子們的尖叫聲，一名女孩因為被玻璃碎片擊中而受傷。我不知道她是以色列人還是當地人。情況十分可怕。巴士試圖躲避人群，不斷轉彎，人們追趕並投擲石塊。警察非常少，而且他們什麼也沒做。在某一刻，群眾迫停了巴士。他們走進內部，逐一詢問我們是穆斯林還是猶太人。我說我是穆斯林，因為我很害怕。幸運的是，他們相信了我，繼續向前走。——「特拉維夫—馬哈奇卡拉」航班一名乘客的證詞。
不久之後，闖入巴士的男子迫使司機剎車。為此，他跳下公車並擋住了司機的路。之後，巴士被一群抗議者圍住。被關在車廂內的人向抗議者展示俄羅斯護照，而以色列護照則隱藏起來。據目擊者稱，機場巴士乘客與抗議者對峙持續約半個小時。
俄羅斯國家杜馬議員希茲里·阿巴卡羅夫抵達後，巴士被允許通過。乘客被帶到機場的貴賓室，並在那裡受到保護。貴賓室關掉燈光，乘客被建議不要靠近窗戶，而外面的抗議者仍在騷動。不久之後，一組與希茲里·阿巴卡羅夫為首的談判代表被派往乘客那裡，他們檢查了乘客的護照和居住地。
經過4個小時，俄羅斯武裝力量的直升機抵達現場，將乘客疏散到馬哈奇卡拉附近的俄羅斯軍事基地，並事先在空中開槍驅散抗議者。隨後一天，乘客被疏散到礦水城機場。
大約在晚上10點，俄羅斯航空代表宣布烏伊塔什機場已經被清場，但將在11月6日凌晨3點前停止接收飛機。然而，事實上，人們至少一直留在機場區域直到午夜。最終，所有人約在當地時間凌晨2點離開了機場。達吉斯坦共和國首腦謝爾蓋·梅利科夫表示，這得益於「當地警察的專業工作」。到了早上8點，機場完全處於俄羅斯當局的控制之下。機場於次日恢復運營，但根據俄羅斯航空的決定，方位角航空和紅翼航空從特拉維夫飛往礦水城和馬哈奇卡拉的航班將被臨時改道到其他俄羅斯城市。

### 警方行動
儘管在飛機抵達前幾天，有關潛在騷亂的報導在社交網路上流傳，但達吉斯坦安全部隊實際上並沒有控制局勢。
一名莫斯科居民向馬哈奇卡拉內務部報案，稱在Telegram頻道上流傳示威呼籲後，30名刑事調查和巡邏部隊成員被派往機場。他們在當地時間17點抵達。晚上19點，當人群阻塞機場入口後，共和國內務部領導引入「火山」計劃。此計劃向涉及的內政部員工發出通知，召集參與鎮壓人口稠密地區騷亂的人員。達吉斯坦成立行動指揮部，由首腦謝爾蓋·梅利科夫擔任主席。
從示威群眾闖入機場區域到他們走上跑道的過程中，警察並未阻擋人群。警察僅透過擴音器呼籲，要求避免進行破壞和封鎖道路，同時表示「理解」聚集的人，並願意與他們一起「站起來並高呼」。
抗議者闖入機場後，來自馬哈奇卡拉、卡斯皮斯克、布伊納克斯克、伊茲別爾巴什和傑爾賓特約500名俄羅斯聯邦國家近衛軍進入機場。然而，當時近衛軍仍然避免使用武力。達吉斯坦國家政策部長恩里克·穆斯利莫夫和青年事務部長卡米爾·賽義多夫也抵達機場。他們與聚集的人進行了談判。與此同時，機場周圍的區域開始屏蔽通訊，以防止人群協調行動。
示威者與執法人員的衝突發生在他們進入機場跑道之後。在《達吉斯坦之聲》Telegram頻道發布的影片中，可以看到俄羅斯聯邦國家近衛軍特種部隊成員用頭盔毆打一名騷亂參與者，穿著黑色服裝的男子也用手槍毆打他；在毆打過程中，手槍發生了射擊。接著，幾名執法人員用腳踢仰躺的人。整個影片中都能聽到槍聲。

## 後果

### 傷害

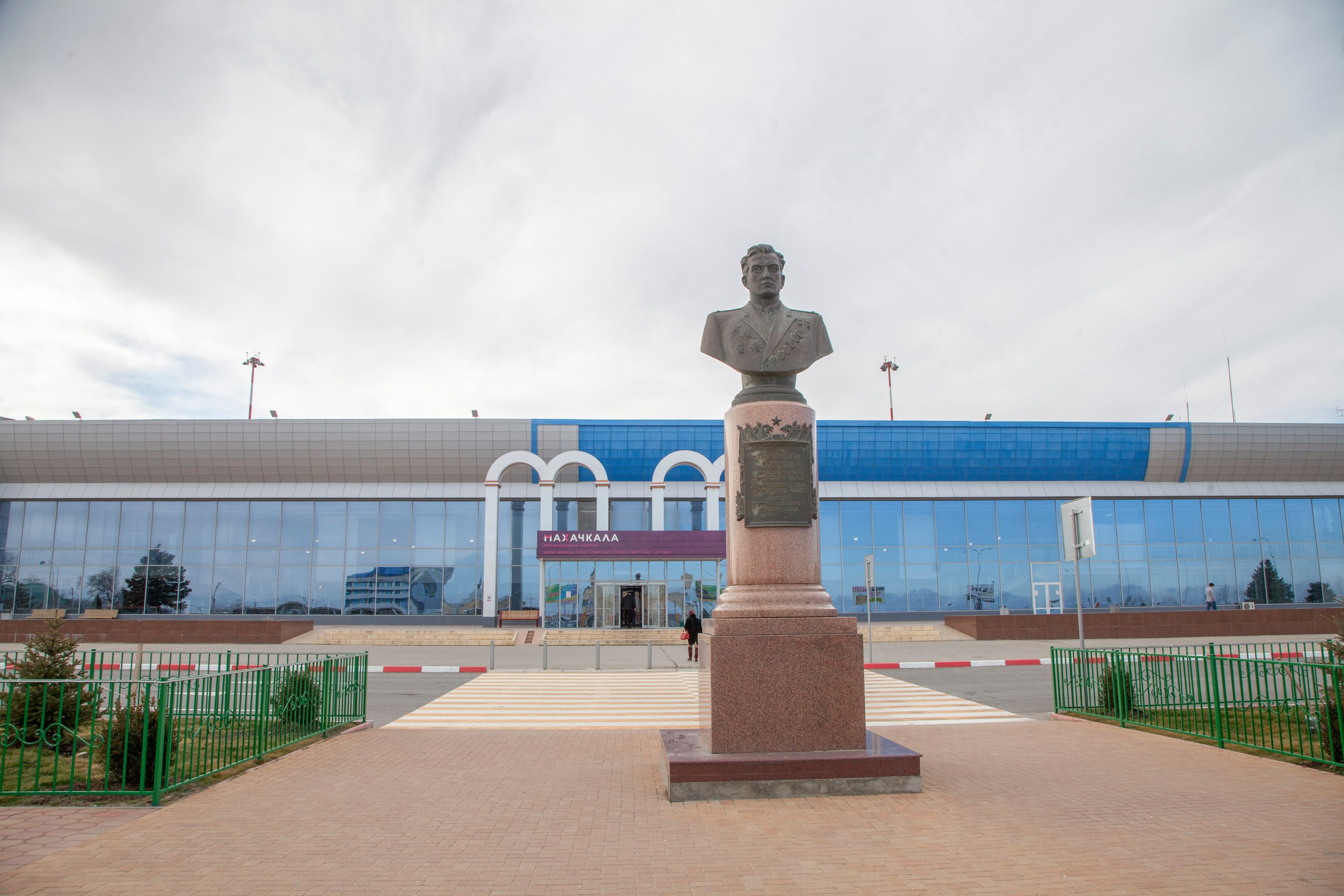
烏伊塔什機場，2016年拍攝

烏伊塔什機場被佔領成為自車臣戰爭以來俄羅斯當局首次在一段時間內失去對大城市機場的控制權。
根據達吉斯坦衛生部官方數據，騷亂中有20多人受傷。其中18名輕傷者在接受急救後已被送回家，另有5人仍在住院。其中，兩人因腦外傷，傷勢嚴重。據當局稱，大多數傷者都是警察。
10月31日，國家杜馬代表希茲裡·阿巴卡羅夫表示，機場騷亂造成的損失達2.85億盧布。騷亂期間，設備和基礎設施遭到破壞，攝像頭和圍欄被破壞。

### 拘留
據達吉斯坦內政部稱，約1200人參與烏伊塔什機場的騷亂。同一天，60名抗議者被拘留。截至10月30日上午，總共確定了「150多位活躍騷亂參與者」的身份。到10月31日，被拘留人數增至83人。
俄羅斯聯邦偵查委員會已根據擾亂公共秩序的法例（刑法第212條第1和第2項）提出刑事訴訟，該法例規定定罪者監禁8至15年的刑罰。俄羅斯聯邦偵查委員會在聲明中將烏伊塔什機場的事件稱為「暴動」，參與者「對執法人員實施武裝抵抗」。截至10月31日，已經有7名參與騷亂的人以小規模滋擾罪名逮捕。
截至11月17日，有超過400人被起訴及追究行政責任。而有394人，根據違反活動程序的條款（《行政法》第20.2條）制定了相應的起訴書。其中，有15人因輕微騷擾行為（《行政違法行為守則》第20.1條）受到起訴，還有4人因在機場安檢中違反要求（《行政違法行為守則》11.15.1）及3人因不服從警察而被追究（《行政違法行為守則》19.3）。此外，還有18人因《關於組織公民在公共場所大規模同時停留的條款》（《行政法》第20.2.2條）而被起訴。同時，馬哈奇卡拉的蘇維埃區法院還以涉及參與大規模騷亂的罪名（《刑法》第212條第2項）拘留至少27人。
10月30日，《達吉斯坦之晨》頻道被Telegram管理部門封鎖。11月14日，俄羅斯聯邦內政部將頻道管理員阿巴卡爾·阿巴卡羅夫列入通緝名單。

## 反應

### 俄羅斯當局
據《Meduza》在總統辦公室的消息來源稱，馬哈奇卡拉的事件對俄羅斯政治精英來說是一場意外。《莫斯科時報》的消息來源指出，在總統辦公室他們雖然知道「達吉斯坦正在升溫的局勢」，但卻沒有預料到會演變成反猶太騷亂。
俄方宣稱美國及西方國家涉嫌在馬哈奇卡拉的騷亂中發揮組織作用。俄羅斯總統弗拉基米爾·普京於10月30日在新奧加廖沃的會議中聲明，反猶太騷亂在「很大程度上是透過西方國家的代理人在烏克蘭領土上煽動的」。達吉斯坦共和國首腦謝爾蓋·梅利科夫也指出，試圖破壞共和國局勢的是俄羅斯的外國「敵對勢力」。他提到了Telegram頻道《達吉斯坦之晨》，表示該頻道「由烏克蘭境內的叛徒、班德拉份子管理和操縱」。這一說法的根據是頻道的創始人和「外國代理人」伊利亞·波諾馬列夫自2016年以來一直居住在烏克蘭，並積極反對俄羅斯對烏克蘭的侵略。
俄羅斯猶太社區聯合會主席亞歷山大·博羅達呼籲當局找到並懲罰動亂的組織者和參與者。與此同時，俄羅斯首席拉比貝爾·拉扎爾呼籲不同宗教信仰的信徒盡一切可能，以防止極端分子「摧毀多民族俄羅斯人之間的友誼橋樑」，因為「重建他們將不容易」。貝爾·拉扎爾隨後呼籲消除俄羅斯的「仇恨宣傳」。
達吉斯坦共和國政府呼籲共和國居民「理解全球局勢的複雜性」，聲明聯邦當局「正竭盡所能停止加沙地帶和平居民的災難」。與此同時，一些共和國居民主張減輕對參與騷亂者的懲罰。達吉斯坦清真寺的伊瑪目和農村社區代表發表了一段影片呼籲，呼籲當局不要懲罰參與大規模騷亂的人。部分運動員、博主和宗教人士站出來支持騷亂參與者，呼籲釋放參與大規模騷亂的人並免受追究。

### 國際社會
美國政府官員和以色列總統艾薩克·赫爾佐格將馬哈奇卡拉的大規模反猶太騷亂與19世紀末20世紀初俄羅斯帝國的猶太人大屠殺相比。美國國務院發言人馬修·米勒也給予相同評價。
烏伊塔什機場遭遇攻擊後，以色列要求俄羅斯確保其公民和猶太人的安全。為了運送以色列公民，以色列努力安排他們飛往莫斯科的轉機航班。10月31日，以色列總統赫爾佐格表示，馬哈奇卡拉事件純粹是反猶太主義。據他稱，這引起了「震驚」和「擔憂」，但他很高興俄羅斯當局已經控制了局勢。

### 評論
北高加索地區研究者安佐爾·卡巴德表示，該地區的反猶太情緒上升與高加索青年的普遍去世俗化和激進化過程有關。同時卡巴德認為，達吉斯坦的反猶太主義並不是一個普遍現象。高加索酋長國領導人阿卜杜拉·科斯特斯基也表示，達吉斯坦的反猶太騷亂更多地與該地區居民多年來受到俄羅斯政權壓迫有關。歷史學家亞歷山大·弗里德曼認為，在達吉斯坦的暴力爆發是標誌北高加索地區伊斯蘭化的整體趨勢。
接受BBC採訪的專家指出，北高加索地區發生反猶太騷亂是由於該地區居民歷來對中東局勢高度關注。達吉斯坦共和國和卡拉恰伊-切爾克斯共和國許多人講阿拉伯語，並密切關注中東戰爭。該地區輿論領袖積極支持加沙人並批評以色列。例如，達吉斯坦出生的綜合格鬥明星哈比布·努曼格莫多夫積極發佈支持加沙地帶居民的消息。另一個原因是該地區社會緊張局勢升高。在2022年至2023年期間，達吉斯坦舉辦了多次抗議活動，包括反對參與烏克蘭戰爭的大規模抗議活動，這些活動最終以大規模逮捕結束。在俄羅斯入侵烏克蘭的最初幾個月裡，達吉斯坦確實面臨最多的軍人死亡——從2022年2月到5月，每10名被殺的軍人中就有一名是該共和國的居民。
SOVA資訊與分析中心負責人亞歷山大·維爾霍夫斯基將北高加索的反猶太言論與在官方層面推廣的反猶太言論聯繫在一起。據維爾霍夫斯基的觀點，俄羅斯政治人物積極推動反猶言論，例如，強調烏克蘭總統弗拉基米爾·澤連斯基的猶太血統。中東政策研究所專家安娜·波爾舍夫斯卡也表達類似的觀點。俄羅斯總統普京也曾刻意稱因反對普京入侵烏克蘭而離開俄羅斯的國營企業「俄羅斯納米」領袖阿納托利·丘拜斯據稱改名為猶太名字「摩西·伊茲萊耶維奇」，一些媒體將這一言論解讀為反猶太主義。
卡內基國際和平基金會的塔蒂亞娜·斯塔諾瓦亞認為，俄羅斯當局未能阻止馬哈奇卡拉的騷亂，顯示了俄羅斯體制的三個主要弱點。因此，在對烏克蘭進行全面入侵後，體制資源被用於鎮壓反戰和反普京活動人士。然而，其他問題幾乎沒有得到解決。第二個方面是政治責任危機，當系統沒有提供應對威脅和風險的指示時，地方政府選擇不作為。這個問題在瓦格納集團兵變期間就已經顯現出來。第三個因素與俄羅斯已經確立的個人專制制度有關。當決策沒有目標，而地方政府因責任危機而癱瘓時，所有人都只能等待一個人的反應，那就是俄羅斯總統。